# Parafia św. Prokopa w Hamburgu
Parafia św. Prokopa – etnicznie rosyjska parafia prawosławna w Hamburgu, pozostająca w jurysdykcji Rosyjskiego Kościoła Prawosławnego poza granicami Rosji. 
Pierwsza rosyjska kaplica prawosławna działała w Hamburgu od 1902, jednak nie posiadała statusu parafii. Obecna wspólnota rozwinęła się po II wojnie światowej i grupuje głównie emigrantów z Rosji oraz konwertytów niemieckich. Ze względu na mieszany skład narodowościowy jej językami liturgicznymi są cerkiewnosłowiański oraz niemiecki. 